# Зина
Зина (на английски: Xena) е главната героиня в сериала „Зина - принцесата воин“ и в многобройните романи, комикси и видеоигри, свързани с него. Ролята се изпълнява от новозеландската актриса Луси Лоулес.
Сериалът е заснет сред красивата природа на Нова Зеландия. Снима се от 1995 г. до 2001 г. като премиерата е на 4 септември 1995 г., а финалът – на 17 април 2001 г. Сезоните са 6, а епизодите – 134.
Зина е била още дете, когато армията на безпощадния военачалник Кортес напада селото ѝ и това я принуждава да се бие за живота си с безпощадните воини. Омразата ѝ е породена и от това, че при нападението загива брат ѝ. Оттогава тя се превръща в убийца, която търси отмъщение. Името ѝ всява страх както у беззащитни селяни, така и у велики воини. Но след като се запознава с Херкулес, Зина решава да се върне у дома – в Амфиполис при майка си. Но селяните не я посрещат особено добре. Дори майка ѝ – Сирена вече се е отказала от нея. Готова да се върне към предишния си живот, Зина се запознава с Габриел – сладкодумно момиче от Потидея, търсещо приключения. Когато разбира за промяната у дъщеря си, Сирена ѝ прощава, но Зина не остава в селото. Решава да тръгне на път, за да изкупи греховете си от миналото. Заедно с Габриел се впускат в приключения, помагайки на бедните и безпомощните. Тяхното приятелство не веднъж е било подлагано на изпитания, но винаги е устоявало.